# Psylla longigena
Psylla longigena är en insektsart som beskrevs av Mathur 1975. Psylla longigena ingår i släktet Psylla och familjen rundbladloppor. Inga underarter finns listade i Catalogue of Life.